# Cassephyra accreta
Cassephyra accreta är en fjärilsart som beskrevs av Louis Beethoven Prout 1928. Cassephyra accreta ingår i släktet Cassephyra och familjen mätare. Inga underarter finns listade i Catalogue of Life.